# Aleksiej Isajew
Aleksiej Wiaczesławowicz Isajew (ros. Алексей Вячеславович Исаев; ur. 17 stycznia 1985) – rosyjski, a od 2009 roku białoruski zapaśnik walczący w stylu wolnym. Zajął piętnaste miejsce na mistrzostwach świata w 2009. Osiemnasty na mistrzostwach Europy w 2011. Złoty medalista uniwersyteckich mistrzostwach świata z 2006. Brąz na wojskowych mistrzostwach świata w 2010. Ósmy w Pucharze Świata w 2012 roku.